# Challenger Lugano 2000
Il Challenger Lugano 2000 è stata la seconda edizione di un torneo di tennis facente parte della categoria ATP Challenger Series nell'ambito dell'ATP Challenger Series 2000. Il torneo si è giocato a Lugano in Svizzera dal 19 al 25 giugno 2000 su campi in terra rossa.

## Vincitori

### Singolare
David Sánchez ha battuto in finale  Attila Sávolt con il punteggio di 6–3, 6–2

### Doppio
Vadim Kucenko /  Oleg Ogorodov hanno battuto in finale  Francisco Costa /  Tobias Hildebrand con il punteggio di 4–6, 7–6(3), 6–0